# صلاح‌لی (آغ‌استفا)
صلاح‌لی (به لاتین: Salahlı) یک منطقه مسکونی در جمهوری آذربایجان است که در شهرستان آغ‌استفا واقع شده است.